# Decilira
La decilira es una estrofa poética inventada por el español Juan Ruiz de Torres (2002). Su nombre denota un origen híbrido, inspirado tanto en otras estrofas de diez versos (décima) como en la lira. Como explica su inventor, su amigo Juan Antonio Villacañas y él solían conversar sobre sus estrofas favoritas, y como homenaje póstumo Ruiz de Torres creó esta estrofa.
“Muchas veces departí con el gran poeta que fue el toledano Juan Antonio Villacañas sobre los relativos méritos de dos estrofas puramente españolas. Para Juan Antonio, era la lira de Garcilaso la preferida, bien que fuese también excelente cultivador del italiano soneto, Pero él, en la última época de su vida, supo dar a la lira una forma expresiva tan innovadora que hoy sigue asombrando. Él introdujo la reflexividad a través de la burla, del encuentro violento de conceptos. Las liras de Villacañas  lo son desde el punto de vista métrico, pero nada tienen que ver con las que los anteriores poetas habían escrito.
He querido ofrecer mi homenaje a Juan Antonio Villacañas creando una combinación de las estrofas que ambos amábamos: “su” lira con “mi” décima”
Si los cinco primeros versos tienen la estructura de la lira, en heptasílabos y endecasílabos, los cinco últimos también, pero en imagen especular: 7-11-7-7-11-11-7-7-11-7. De la espinela, otra composición de diez versos, toma el esquema de la rima: aBbaACcdDc. Por último, en la decilira debe haber una pausa tras el cuarto verso, de modo que los cuatro primeros versos constituyen una unidad que plantea el tema y su desarrollo y desenlace sucederá en los seis versos siguientes, ya formen varias subestrofas o un todo. También esto último procede de la espinela.
El poeta Luis Estoico se inspiró en la decilira para componer otras dos estrofas inspiradas en las décimas francesa (dizain) e italiana. El esquema de la decilira francesa es: 7a-11B-7a-7b-11C-11C-7d-7e-11E-7d. El de la decilira italiana, donde la rima para C es aguda, es: 7a-11A-7b-7B-11C-11D-7d-7e-11E-7c.